# Capsella bursa-pastoris
Capsella bursa-pastoris es una especie fanerógama de herbácea anual oriunda del este de Europa y Asia Menor aunque naturalizada en muchas partes del mundo, en especial en regiones de clima frío y considerada como hierba común.

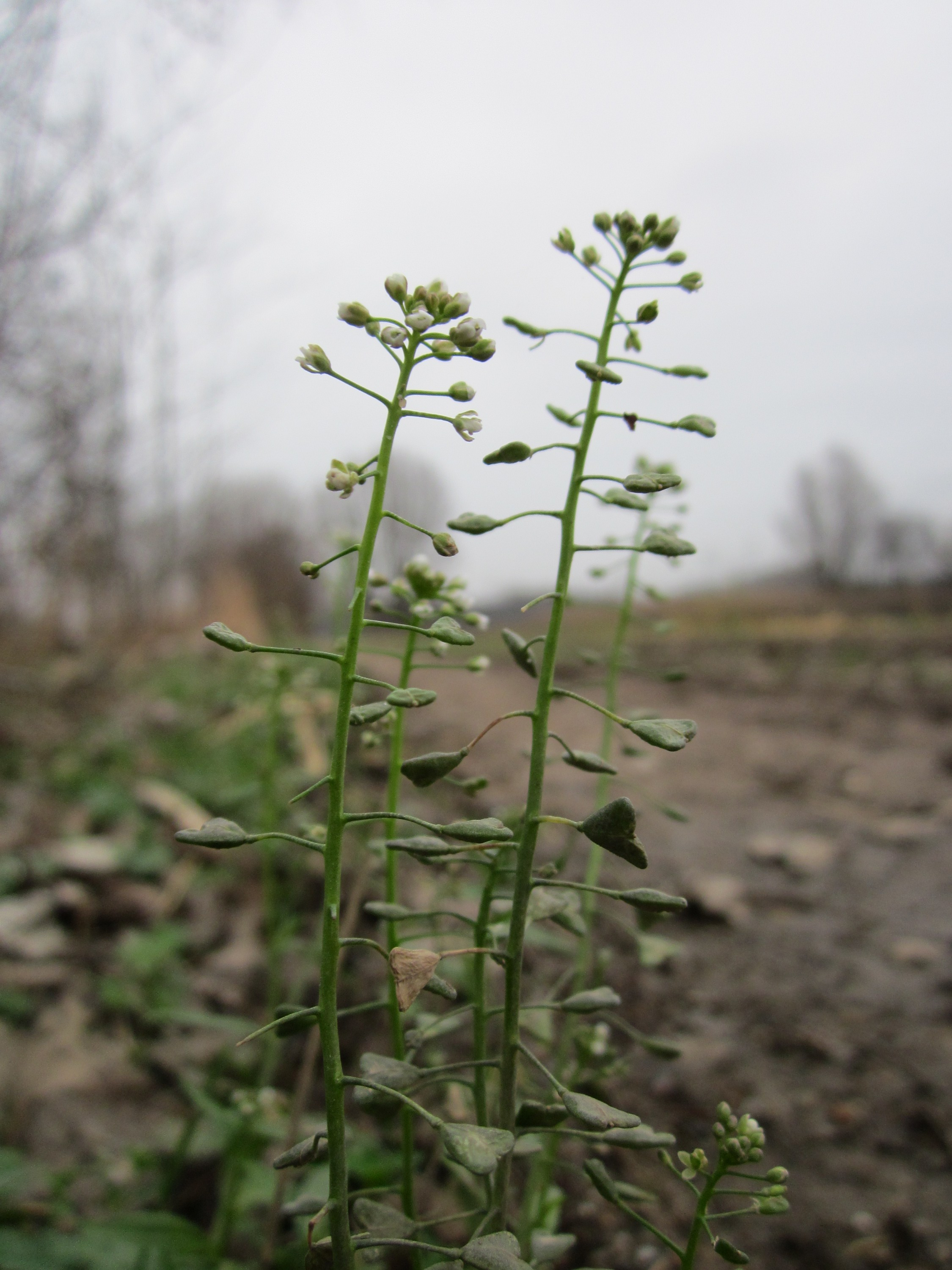
Vista de la planta.

## Descripción

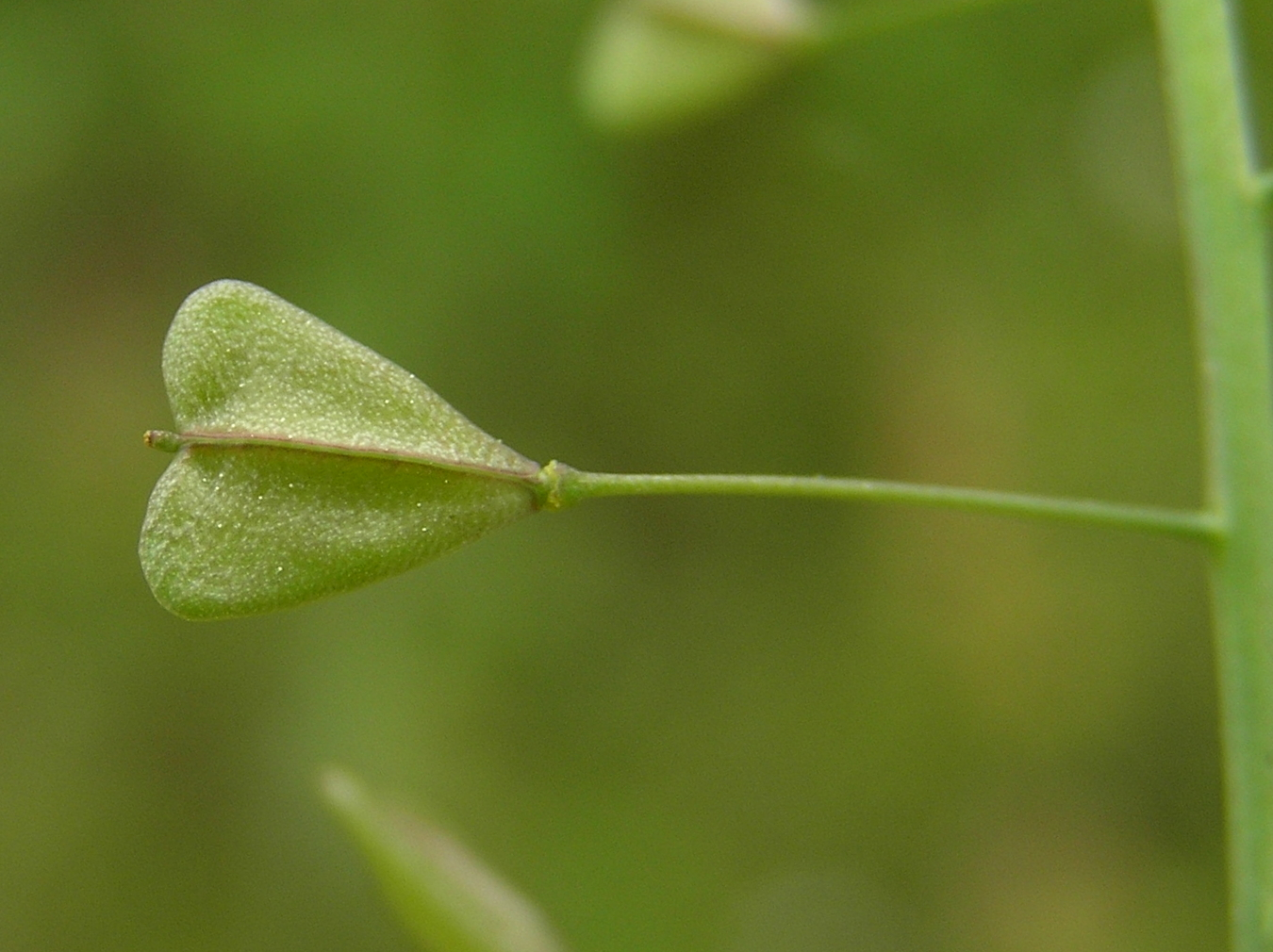
Fruto.

Esta herbácea con no más de 40 cm es inconfundible, al ver sus frutos, característica definitoria dentro de la familia, como muestra la fotografía (muy ampliada). Su flor menuda, de apenas 4 mm, desde finales de invierno y ya casi todo el año (si este no es muy seco) es blanca con pequeñas líneas rojizas, las hojas se disponen en roseta basal. Sus frutos en forma acorazonada (silículas) recuerdan la forma de una bolsa, de ahí el nombre vulgar de zurroncillo o bolsa de pastor (aunque existen ciertas dudas al respecto). 
La Capsella bursa-pastoris, o bolsa de pastor, es una planta a la que se le dan créditos de ser carnívora. Es considerada una planta protocarnívora única, ya que solo puede capturar a sus presas durante un período de su ciclo de vida. Las semillas de la planta, al humedecerse, secretan un líquido viscoso (mixospermia) que atrae activamente y mata a sus presas. También hay evidencia de actividad de la proteasa y absorción de nutrientes. El único criterio carnívoro no explorado es en qué medida se beneficia la planta con sus adaptaciones carnívoras.

## Usos
Ya en 1542, comentando De materia medica de Dioscórides el médico  Andrea Mattioli da Siena recomienda  Capsella bursa-pastoris "contra las hemorragias y pérdidas cuantiosas de sangre". En la antigua Castilla (España) se sabe de su utilización por las mujeres para cortar hemorragias producidas por el ciclo menstrual.
Aunque en infusión su gusto es muy desagradable, actualmente, ciertas casas comerciales de medicina naturista la utilizan como tratamiento sintomático de las menorragias y metrorragias y son cultivadas para este fin.
Se conoce popularmente también como: pan y quesillo. Conocida desde la antigüedad, fue muy usada en la Edad Media. Citada por Dioscórides como hemostático.
La decocción de la planta se usa para tratar afecciones digestivas (diarrea, disentería), tuberculosis, dismenorrea, hipertensión, hematuria hemorragia, metrorragia y nefritis.
Por vía tópica y oral se aplica para tratar úlceras, fibromas, tumores y diversas formas de cáncer, inflamación  e irritación de las mucosas; el polvo de hojas secas se usa para secar heridas. La tintura de la planta fresca se usa para regular desórdenes menstruales, cistitis, urolitiasis y diarreas.
No se encuentran referencias de su uso en jardinería.

## Enfermedades

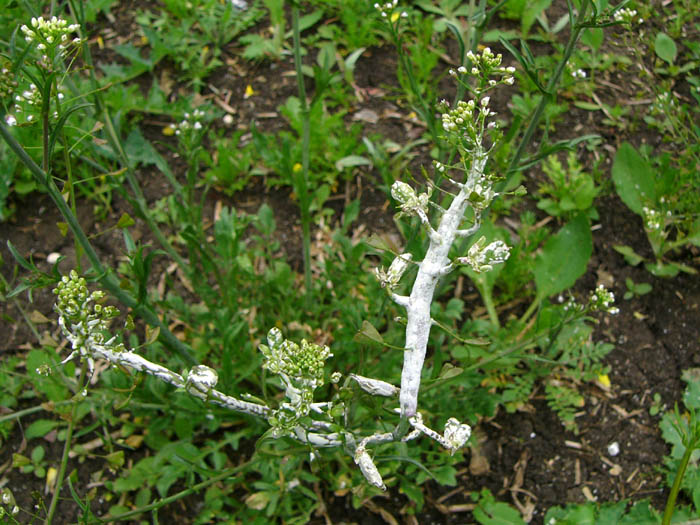
Albugo candida atacando el Zurrón de pastor.

La roya blanca (Albugo candida) parasita a menudo en plantas del zurrón de pastor y otras crucíferas. Plasmodiophora brassicae, el agente de la hernia de la berza también parasita el zurrón de pastor.

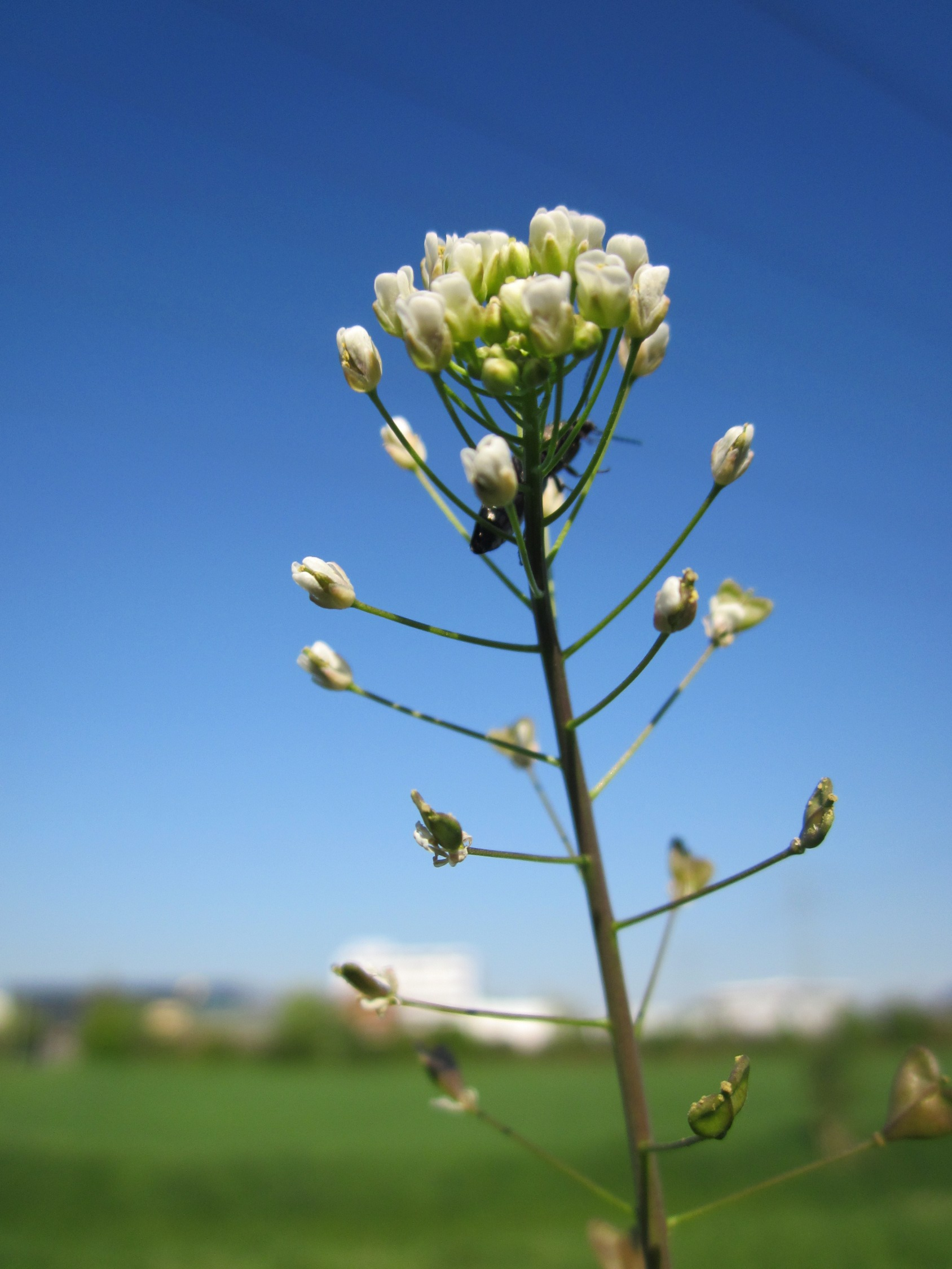
Inflorescencia.

## Taxonomía
Capsella bursa-pastoris fue descrita por Medik. ex L. y publicado en Pflanzen-Gattungen 85. 1792.
Variedades
- Capsella bursa-pastoris var. arachnoidea Hus
- Capsella bursa-pastoris var. concava Almq.
- Capsella bursa-pastoris var. integrifolia DC.
- Capsella bursa-pastoris var. orbicularis Hus
- Capsella bursa-pastoris var. rubriflora Muschl.
- Capsella bursa-pastoris var. setchelliana Hus
- Capsella bursa-pastoris var. simplex Hus

Sinonimia
- Capsella hyrcana Grossh.
- Capsella gracilis Gren.
- Capsella polymorpha Cav.
- Capsella rubella Reut.
- Thlaspi bursa-pastoris var. microcarpum Loscos in Loscos & J.Pardo
- Thlaspi bursa-pastoris L.[10]

## Basónimo
Thlaspi bursa-pastoris L. (recogido por vez primera en Species Plantarum 1753)

### Nombres comunes
- bolsa del pastor, bolsa de pastor, botella, botilla, cucliyo, devanaera, devanaeras, herba dos dentes, hierba del cangrejo, hierba del carbonero, jamargo, jaramago, jaramago blanco, jarilla, mostaza, mostaza salvaje, mostuezo, pajito blanco, pamplinas, pan de pastor, pan de queso, paniquesillo, paniqueso, panquesillo, pan y lechuga, panyquesillo, pan y quesillo, pan y quesito, pan y quesito blanco, pan y queso, pata de gallo, pimpájaros, quesillos, rabanete, rabaniza, sanguinaria, zurrón, zurrón de pastor.[10]